# مدار ۳۵ درجه جنوبی
مدار ۳۵ درجه جنوبی، دایره‌ای از عرض جغرافیایی است که در ۳۵ درجهٔ جنوبی خط استوا  قرار دارد.

## گذر از مناطق
از نصف‌النهار مبدأ شروع می‌شود و به سمت مشرق ۳۵ درجه جنوبی از موارد زیر گذر می‌کند:
| مختصات‌ها                                             | کشور، قلمرو یا دریا | توضیحات |
| ---------------------------------------------------- | ------------------- | --- |
| ۳۵°۰′ جنوبی ۰°۰′ شرقی / ۳۵٫۰۰۰°جنوبی ۰٫۰۰۰°شرقی      | اقیانوس اطلس        | |
| ۳۵°۰′ جنوبی ۲۰°۰′ شرقی / ۳۵٫۰۰۰°جنوبی ۲۰٫۰۰۰°شرقی    | اقیانوس هند         | گذرکردن از جنوب دماغه آگولاس, آفریقای جنوبی                                                                          |
| ۳۵°۰′ جنوبی ۱۱۶°۲۸′ شرقی / ۳۵٫۰۰۰°جنوبی ۱۱۶٫۴۶۷°شرقی | استرالیا            | استرالیای غربی |
| ۳۵°۰′ جنوبی ۱۱۸°۱۲′ شرقی / ۳۵٫۰۰۰°جنوبی ۱۱۸٫۲۰۰°شرقی | اقیانوس هند         | |
| ۳۵°۰′ جنوبی ۱۳۵°۵۶′ شرقی / ۳۵٫۰۰۰°جنوبی ۱۳۵٫۹۳۳°شرقی | استرالیا            | استرالیای جنوبی - شبه‌جزیره ایر و جزیره تیسل                                                                          |
| ۳۵°۰′ جنوبی ۱۳۶°۱۰′ شرقی / ۳۵٫۰۰۰°جنوبی ۱۳۶٫۱۶۷°شرقی | Spencer Gulf        | |
| ۳۵°۰′ جنوبی ۱۳۶°۵۸′ شرقی / ۳۵٫۰۰۰°جنوبی ۱۳۶٫۹۶۷°شرقی | استرالیا            | استرالیای جنوبی - شبه‌جزیره یورک                                                                                      |
| ۳۵°۰′ جنوبی ۱۳۷°۴۵′ شرقی / ۳۵٫۰۰۰°جنوبی ۱۳۷٫۷۵۰°شرقی | خلیج سنت وینسنت     | |
| ۳۵°۰′ جنوبی ۱۳۸°۳۰′ شرقی / ۳۵٫۰۰۰°جنوبی ۱۳۸٫۵۰۰°شرقی | استرالیا            | استرالیای جنوبی - گذرکردن از جنوب آدلاید ویکتوریا (استرالیا) نیو ساوت ولز                                            |
| ۳۵°۰′ جنوبی ۱۵۰°۴۷′ شرقی / ۳۵٫۰۰۰°جنوبی ۱۵۰٫۷۸۳°شرقی | اقیانوس آرام        | دریای تاسمان |
| ۳۵°۰′ جنوبی ۱۷۳°۹′ شرقی / ۳۵٫۰۰۰°جنوبی ۱۷۳٫۱۵۰°شرقی  | نیوزیلند            | جزیره شمالی |
| ۳۵°۰′ جنوبی ۱۷۳°۵۷′ شرقی / ۳۵٫۰۰۰°جنوبی ۱۷۳٫۹۵۰°شرقی | اقیانوس آرام        | |
| ۳۵°۰′ جنوبی ۷۲°۱۱′ غربی / ۳۵٫۰۰۰°جنوبی ۷۲٫۱۸۳°غربی   | شیلی                | |
| ۳۵°۰′ جنوبی ۷۰°۲۱′ غربی / ۳۵٫۰۰۰°جنوبی ۷۰٫۳۵۰°غربی   | آرژانتین            | The parallel defines part of the border between ایالت کوردوبا (آرژانتین) و ایالت لاپامپا                             |
| ۳۵°۰′ جنوبی ۵۷°۳۵′ غربی / ۳۵٫۰۰۰°جنوبی ۵۷٫۵۸۳°غربی   | اقیانوس اطلس        | ریو دلا پلاتا estuary - گذرکردن از جنوب مونته‌ویدئو, اروگوئه · Passing between پونتا دل استه و Isla de Lobos, اروگوئه |